# Siedlung Sokol

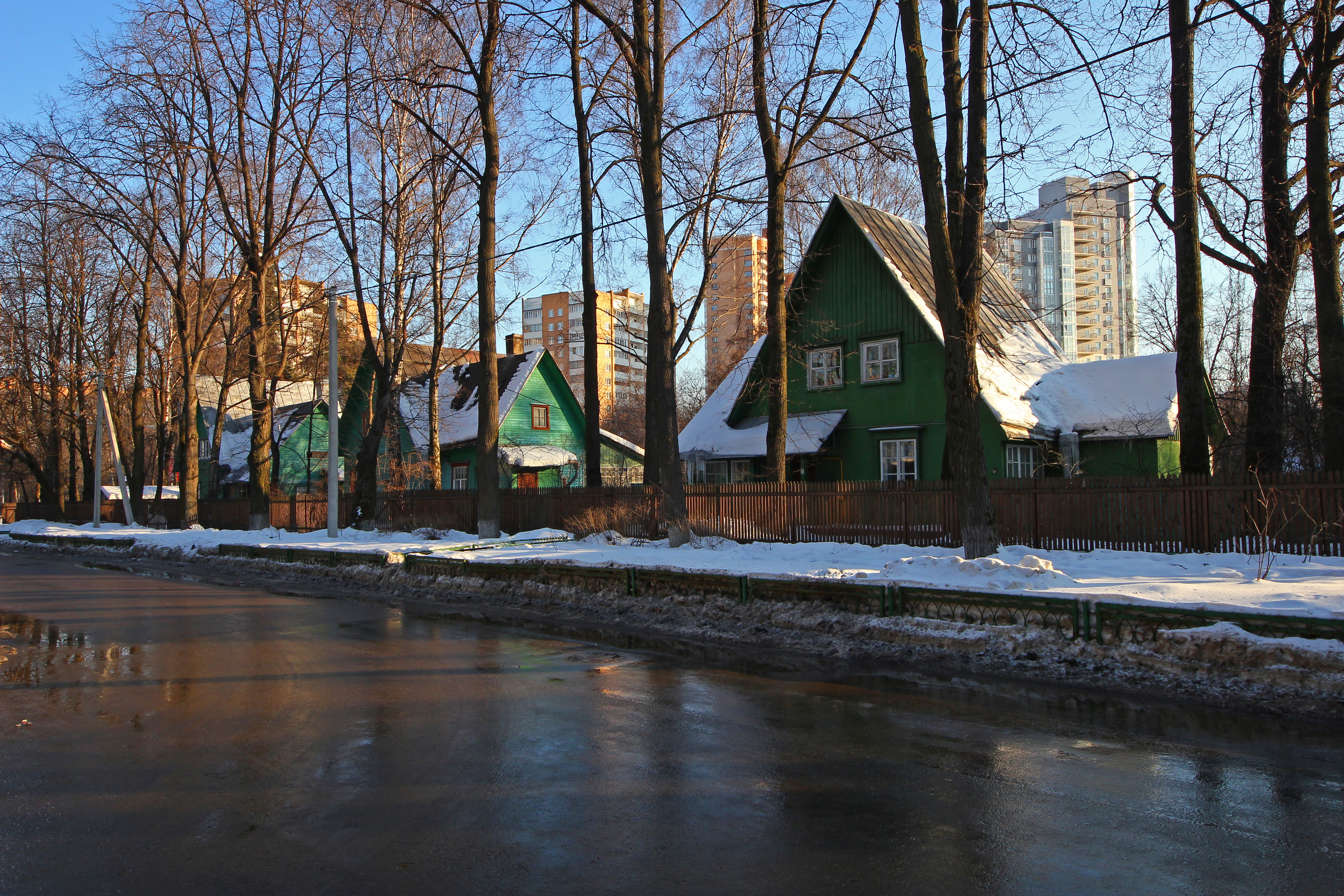
Blick auf die Surikowa-Straße (Häuser Nr. 3, 5, 7). 2011. Hausnummer 5 ist mittlerweile nach einem Brand abgerissen worden.

Die Siedlung Sokol (russisch Сокол für Falke) ist eine 1923 gegründete Siedlung und die erste genossenschaftliche Siedlung in Moskau. Die Siedlung liegt im nördlichen Verwaltungsbezirk im gleichnamigen Stadtteil, der jedoch über die Siedlung hinausgeht. In der Nähe liegt auch die später errichtete Metrostation Sokol, die nach der Siedlung benannt ist.
Die Siedlung ist ein bekanntes Beispiel einer Gartenstadt sowie des frühen sowjetischen Siedlungsbaues und steht aufgrund dessen seit 1979 unter Denkmalschutz. Architekten der Gebäude sind unter anderem Nikolai Markownikow, der auch den Gesamtplan schuf, Alexander, Wiktor und Leonid Alexandrowitsch Wesnin, Iwan Kondakow, Nikolai Kolli und andere gewesen.
Trotz des Denkmalschutzes sind in den letzten Jahren einige Häuser zerstört und durch Neubauten ersetzt worden.

## Lage und Verkehr

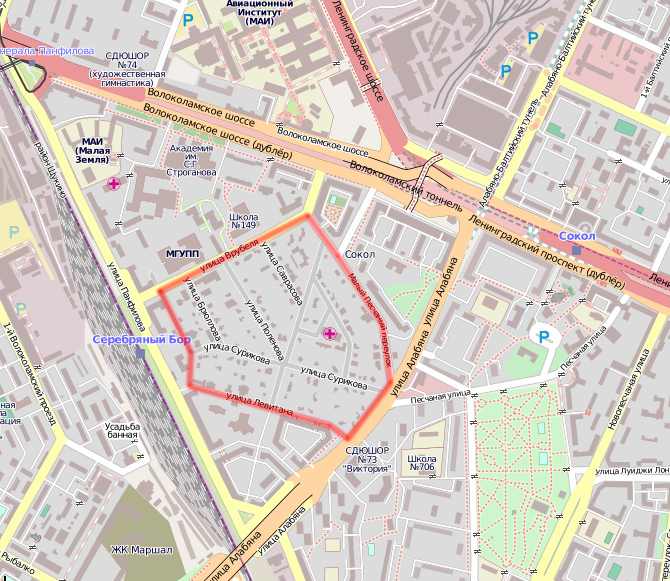
Die Siedlung ist rot umrahmt.

Die Siedlung wird durch die Wrubelja-Straße im Nordwesten, die Mali-Peschnaja-Pereulok im Nordosten und die Lewitana-Straße im Süden begrenzt.
Die Siedlung umfasst neben der Wrubelja-Straße, der Lewitana-Straße, der Mali-Peschnaja-Pereulok die Kiprenski-Straße, die Sawrasowa-Straße, die Polenowa-Straße, die Brjullowa-Straße und die Surikowa-Straße. Darüber hinaus umfasst die Siedlung die ehemalige Kapelle des Friedhofes „Arbatetz“ (Alabjana-Straße 2a).
Die nächste Metrostation ist die gleichnamige Station Sokol und Panfilowskaja. Sie sind etwa 500 m östlich bzw. 350 m südlich gelegen. In unmittelbarer Nähe des Dorfes befindet sich in der Albanjana-Straße zwei öffentliche Haltestellen für die Busse Nr. 60, 88 und 105. In der Lewitana-Straße für die Linien 26, 60, 88, 100, 105, 175, 691, 691k sowie für die Straßenbahnlinien 19 und 59.

## Geschichte

### Vorgeschichte
Die Siedlung geht wie ähnliche Projekte in anderen Ländern Europas im Wesentlichen auf die Ideen des britischen Stadtplaners Ebenzer Howard zurück. Dieser schlug schon 1898 Konzepte einer Gartenstadt vor. Die Gartenstädte sollten Elemente von Städten und Dörfern kombinieren und die Lebensqualität der Bewohner verbessern.
Bereits 1903 wurde ein Projekt für eine Gartenstadt auf dem Chodynkafeld in Moskau vorgeschlagen. Dieses Projekt wurde jedoch durch den Ersten Weltkrieg verhindert.

### Gründung der Genossenschaft
Am 8. August 1921 unterzeichnete Lenin eine Verordnung über den genossenschaftlichen Wohnungsbau, wonach genossenschaftlichen Vereinigungen und Einzelpersonen das Recht eingeräumt wurde, städtische Grundstücke zu bebauen, da es in Moskau eine große Wohnungsnot gab.
Im März 1923 wurde die Wohnungsbaugenossenschaft „Sokol“ gegründet und am 11. April fand das erste Treffen der Genossenschaft statt. Die Vereinigung umfasste Angestellte der Volkskommissariate, Ökonomen, Künstler, Lehrer, Landwirte, Ingenieure und Lehrer. Der erste Vorsitzende der des Vorstandes der Genossenschaft war Wassili Sacharow, Vorsitzender der Gewerkschaft „Wsekohudoschnik“.
Die Genossenschaft hatte ein 49 Hektar großes Grundstück am Rande des damaligen Dorfes Wsechswjatskoe mit der Verpflichtung in 7 Jahren etwa 200 Häuser zu bauen, gemietet. Bereits im Herbst 1923 begann dort der Bau der Siedlung Sokol.
Die Mitglieder der Genossenschaft erhielten 35 Jahre uneingeschränkte Nutzungsrechte an dem Wohnraum. Die Beiträge der Genossenschaft Sokol beliefen sich auf 10,5 Tscherwonez als Aufnahmebeitrag, 30 für die Zuteilung des Grundstückes und 20 für den Baubeginn. Die Gesamtkosten eines Gebäudes betrugen 600 Tscherwonez. Ein Betrag, der damals sehr hoch war.
Der Grund für den Namen Sokol ist nicht restlos geklärt. Vermutlich sollte die Siedlung erst in Sokolniki errichtet werden.

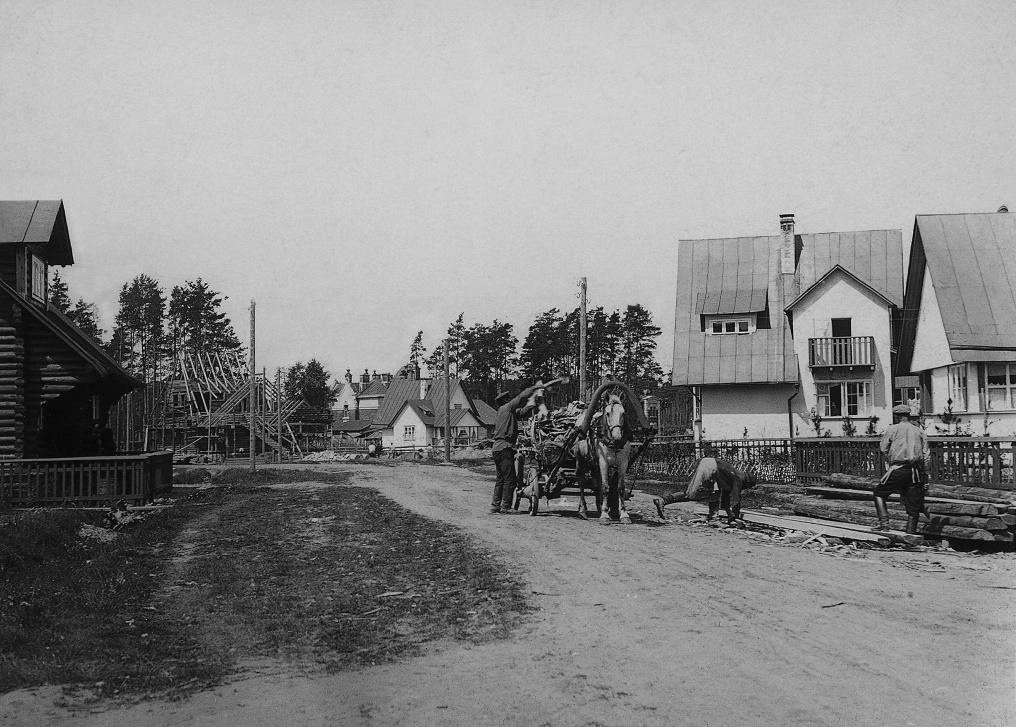
Die Surikow-Straße im Jahr 1928

### Bau der Häuser
Der Gesamtplan wurde von den Architekten Nikolai Markownikow, Alexander, Wiktor und Leonid Wesnin, Iwan Kondakow und Alexei Schtschussew erarbeitet. Die Gebäude wurden einzeln und von verschiedenen Architekten entworfen, der Großteil jedoch von Markownikow und einige von den Brüdern Wesnin, sowie N. Durnbaum. Auch Nikolai Kolli entwarf ein Gebäude der Siedlung. Der Bau der Siedlung wurde Anfang der 1930er-Jahre abgeschlossen und umfasste 114 Gebäude. Die Gebäude wurden von Standartstroi errichtet.
In der Siedlung wurden zusätzlich zwei Lebensmittelläden, eine Bibliothek, eine Kantine, zwei Sportplätze und 1927 ein Kindergarten gebaut. 

### Die Siedlung in den 1930er-Jahren

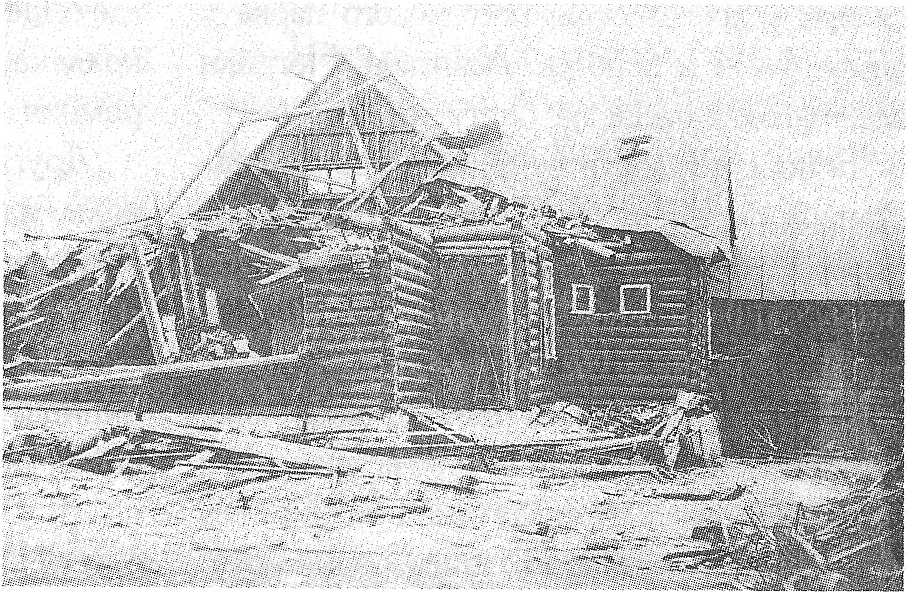
Lewitana-Straße 4 nach dem Einschlag der Trümmer der ANT-20.

In den frühen 1930er-Jahren wurde das bis dahin unbebaute Areal zwischen der Wrubelja- und der Wolokolamsk-Straße beschlagnahmt. Auf dem Gelände wurden mehrere Wohnhäuser für NKWD-Arbeiter errichtet. 1938 wurde auf den freien Platz im Zentrum des Dorfes ein Entbindungsheim errichtet.
Am 8. Mai 1935 kollidierte das damals größte sowjetische Flugzeug, die Tupolew ANT-20 Maxim Gorki mit einem Begleitjäger im Luftraum über dem Dorf. Einige Trümmerteile stürzten auf das Dorf und zerstörten Teile des Hauses Lewitana-Straße 4.
1936 wurde alle Gebäude des Dorfes Eigentum der Stadt Moskau. Viele Bewohner des Dorfes wurden Opfer des stalinschen „Säuberungen“, u. a. der Vorsitzende der Genossenschaft W. Sacharow und der stellvertretende Vorsitzende N. Janek.

### Während des Zweiten Weltkrieges
In der Siedlung wurden Barrikaden in der Wrubelja-, der Sawrasowa, der Schischkin-, der Wenetzianowa- und der Lewiatana-Straße gebaut. Die Befestigungen bestanden aus Panzersperren, Schießscharten und Gräben. Im Park unweit der Lewitana-Straße befand sich eine Flakbatterie. Einige Brand- und Sprengbomben trafen das Dorf. Zwei Häuser in der Brullowa-Straße wurden zerstört, an deren Stelle sich heute ein vierstöckiges Mehrfamilienhaus befindet.

### Seit 1945 bis zur Unterschutzstellung
In den Jahren 1946–48 wurden alle Gebäude an die städtische Kanalisation angeschlossen. 1958–62 wurden mehr als die Hälfte der Gebäude renoviert, die meisten Blockhäuser wurden mit Holzbrettern beplankt. 1963–64 wurde das Dorf an die Gasversorgung angeschlossen. In den 1950er-Jahren sollte das Dorf abgebrochen und durch mehrstöckige Wohngebäude ersetzt werden, diese Pläne wurden jedoch auf Betreiben der Anwohner 1962 verworfen.
In den 1970er-Jahren sollten 54 von 119 Gebäuden abgerissen werden, was vom Kulturministerium, der Gesellschaft für Denkmalschutz (WOOPLiK) und der Union der Architekten der UdSSR verhindert wurde. Infolge des Beschlusses Nr. 1384 des Moskauer Stadtrates (Mossowet) vom 25. Mai 1979 wurde die Siedlung als Denkmal der städtebaulichen Planung der frühen Sowjetunion unter Denkmalschutz gestellt.

### Seit den 1980er-Jahren
Am 14. Juli 1989 wurde die eine territoriale öffentliche Selbstverwaltung (TPS) eingerichtet, die die Zeitschrift Golos Sokola veröffentlichte. Im Zentrum des Dorfes wurde ein Spielplatz und ein Denkmal für den Zweiten Weltkrieg gebaut. Trotz des Denkmalschutzes wurden in den 1990er- und 2000er-Jahren einige Häuser rechtswidrig abgerissen und durch moderne Villen ersetzt. Laut Forbes gehören einige Gebäude der Siedlung zu den teuersten Häusern in Moskau.

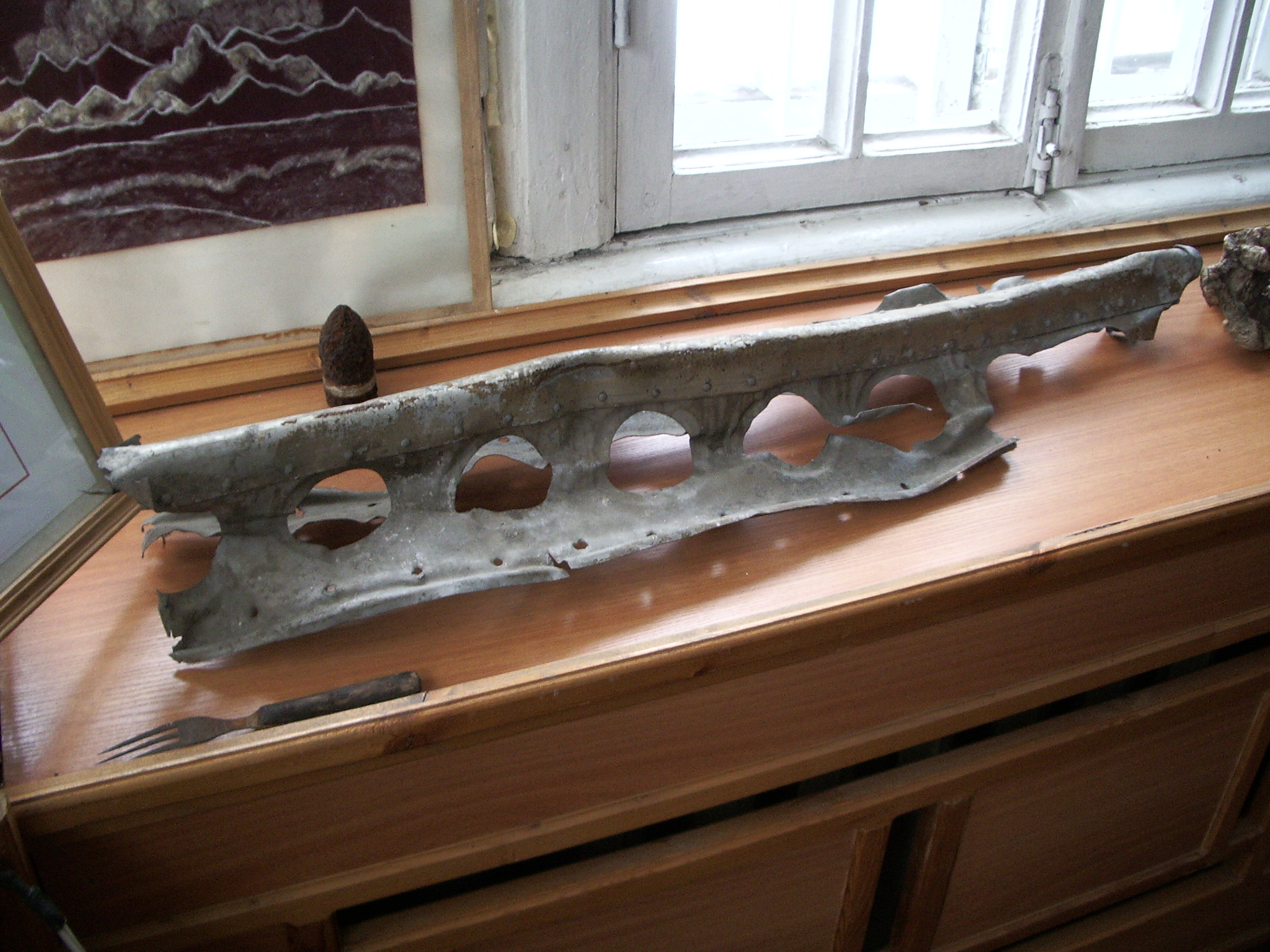
Fragment der ANT-20 im Museum der Siedlung

1998 wurde in der Schischkin-Straße 1 ein kleines Museum der Siedlung eröffnet. Es besitzt neben vielen Fotografien und Geschichten über die Bewohner auch ein Fragment der abgestürzten Tupolew ANT-20 Maxim Gorki.

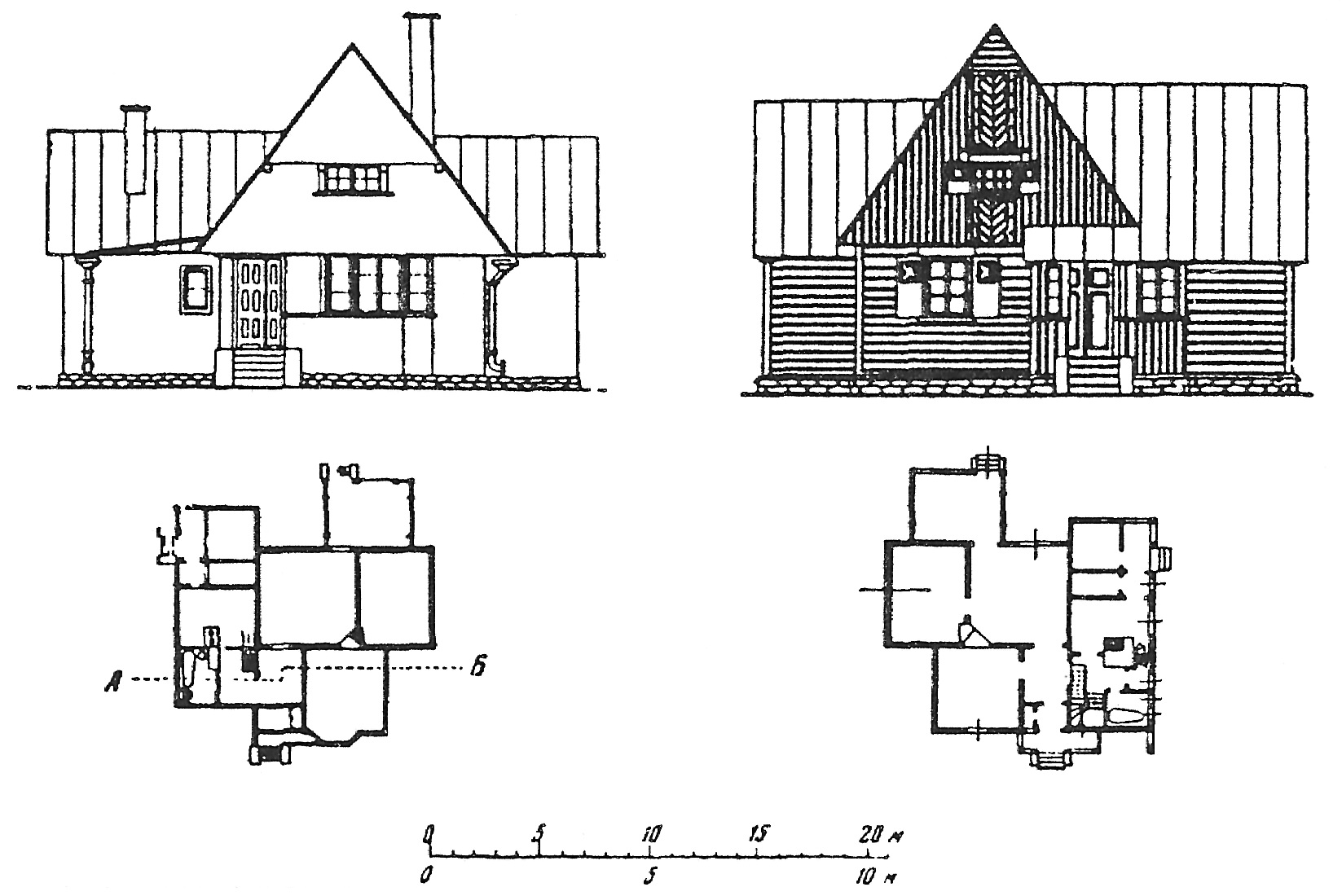
Entwurf für ein Haus (Architekt: Nikolai Markownikow)

## Architektur und Landschaftsgestaltung

### Architektur
Die meisten Gebäude des Dorfes wurden vom Architekten Nikolai Markownikow entworfen. Einige weitere Gebäude wurden von den Architekten Alexander, Leonid und Wiktor Wesnin, sowie Iwan Kondakow, Nikolai Kolli, N. Durnbaum und A. Semiletow gebaut. Am Gesamtplan war neben Markownikow, den Wesnins und Kondakow auch Alexei Schtschussew beteiligt.
Ursprünglich waren drei Konstruktionsarten für die Wohnhäuser geplant: Blockbauweise, Holzständerwerk und Ziegel. Die Häuser sollten sich bewusst alle voneinander unterscheiden und wurden im Gegensatz zu späteren Ansätzen der Standardisierung in der Architektur einzeln geplant.
Viele Gebäude waren experimenteller Art. Beispielsweise wurden neben den traditionellen Baumaterialien auch Torfofanera, Strohblöcke, Fibrolit und Schlackeblöcke verwendet. Von Nikolai Kolli wurde ein Haus aus armenischen Tuff (mittlerweile abgerissen) gebaut und dessen Haltbarkeit zu prüfen, bevor es bei der Fassade des Gebäudes des Zentrosujuz (Le Corbusier mit N. Kolli) verwendet wurde. Ein Gebäude von N. Markownikow stand ursprünglich auf der Allrussischen Landwirtschafts- und Gewerbe-Ausstellung 1923 in Moskau.

### Landschaftsgestaltung
Jede Straße des Dorfes wurde auf Anregung von Alexander Chelintzew mit einer bestimmten Baumart bepflanzt. Auf der Surikow-Straße wachsen Linden, an der Brjullow-Straße Ahorne, auf der Kiprenski-Straße Stechpalmen und an der Schischkin- und Wrubel-Straße Eschen. Die Mali-Pestzani-Gasse und die Sawrasow-Straße sind mit Pappeln bepflanzt.

## Übersicht über die Gebäude
Die Übersicht listet alle Gebäude auf, die ab 1923 bis Anfang der 1930er-Jahre in der Siedlung gebaut wurden. Sie enthält zusätzlich in kursiv drei weitere Gebäude, die bis 1947 in der Siedlung gebaut wurden und heute unter Denkmalschutz stehen. Nicht aufgelistet sind spätere Bauten und Neubauten von abgerissenen Gebäuden.
Die Straßen des Dorfes wurden nach russischen Künstlern benannt.

### Alabjan-Straße
Die Straße bestand bereits vor dem Bau der Siedlung und wurde 1959 zu Ehren des sowjetischen Architekten Karo Albajan benannt.
| Hausnummer | Architekt           | Baujahr | Bild | Status   |
| ---------- | ------------------- | ------- | ---- | -------- |
| 8A         | Nikolai Markownikow | 1925    |      | zerstört |
| 8B         | Nikolai Markownikow | 1924    |      | erhalten |
| 8B/2       | Nikolai Markownikow | 1924    |      | erhalten |

### Brjullow-Straße
Die Straße bestand bereits vor dem Bau des Dorfes und hieß Stolowaja-Straße. Sie wurde 1928 zu Ehren des Künstlers Karl Brjullow unbenannt.
| Hausnummer | Architekt           | Baujahr   | Bild | Status                        |
| ---------- | ------------------- | --------- | ---- | ----------------------------- |
| unklar     | unbekannt           | unbekannt |      | Im Zweiten Weltkrieg zerstört |
| unklar     | unbekannt           | unbekannt |      | Im Zweiten Weltkrieg zerstört |
| 4          | N. Durnbaum         | 1928      |      | erhalten                      |
| 5          | Nikolai Markownikow | 1929      |      | erhalten                      |
| 6          | Nikolai Markownikow | 1926      |      | erhalten                      |
| 7          | Nikolai Markownikow | 1929      |      | zerstört                      |
| 8          | Nikolai Markownikow | 1926      |      | erhalten                      |
| 9          | Nikolai Markownikow | 1925      |      | erhalten                      |
| 10         | Nikolai Markownikow | 1928      |      | erhalten                      |
| 12         | Nikolai Markownikow | 1928      |      | erhalten                      |

### Wenetzianow-Straße
Die Straße wurde mit dem Bau der Siedlung angelegt. Sie wurde 1928 zu Ehren des Künstlers Alexei Wenetziakow benannt. Sie ist mit 48 Metern die kürzeste Straße Moskaus.
| Hausnummer | Architekt                                    | Baujahr | Bild | Status   |
| ---------- | -------------------------------------------- | ------- | ---- | -------- |
| 3          | Alexander Wesnin Wiktor Wesnin Leonid Wesnin | 1925    |      | erhalten |
| 4          | Nikolai Markownikow                          | 1925    |      | erhalten |

### Wereschtschagin-Straße
Die Straße bestand schon vor dem Bau des Dorfes und hieß damals Ujutnaja-Straße. Sie wurde zu Ehren des Schlachtenmalers Wassili Wereschtschagin 1928 umbenannt.
| Hausnummer | Architekt           | Baujahr | Bild | Status   |
| ---------- | ------------------- | ------- | ---- | -------- |
| 3          | Nikolai Markownikow | 1925    |      | erhalten |
| 4          | Nikolai Markownikow | 1928    |      | erhalten |
| 6          | Nikolai Markownikow | 1926    |      | erhalten |
| 8          | Nikolai Markownikow | 1924    |      | erhalten |
| 10         | Nikolai Markownikow | 1927    |      | erhalten |
| 12         | Nikolai Markownikow | 1926    |      | zerstört |
| 14         | Nikolai Markownikow | 1927    |      | erhalten |
| 16         | N. Kondakow         | 1929    |      | erhalten |
| 18         | Nikolai Markownikow | 1925    |      | erhalten |
| 20         | Nikolai Markownikow | 1925    |      | erhalten |
| 22         | Nikolai Markownikow | 1927    |      | erhalten |
| 24/2       | Nikolai Markownikow | 1927    |      | zerstört |

### Wrubel-Straße
Die Straße bestand vor dem Bau der Siedlung und hieß Zentralnaja-Straße (deutsch Hauptstraße). Sie wurde 1928 zu Ehren des Künstlers Michail Wrubel umbenannt.
| Hausnummer | Architekt     | Baujahr | Bild | Status   |
| ---------- | ------------- | ------- | ---- | -------- |
| 1          | unbekannt     | 1930    |      | erhalten |
| 3          | unbekannt     | 1930    |      | erhalten |
| 5/10       | Iwan Kondakow | 1930    |      | erhalten |
| 7/13       | Iwan Kondakow | 1928    |      | erhalten |
| 9          | Iwan Kondakow | 1931    |      | erhalten |
| 11/22      | Iwan Kondakow | 1930    |      | erhalten |

### Kiprenski-Straße
Die Straße bestand schon vor dem Bau der Siedlung und hieß Woksalnaja-Straße. Sie wurde 1928 zu Ehren des Künstlers Orest Kiprenski umbenannt.
| Hausnummer | Architekt           | Baujahr | Bild | Status   |
| ---------- | ------------------- | ------- | ---- | -------- |
| 4          | Nikolai Markownikow | 1925    |      | erhalten |
| 8/26       | Nikolai Markownikow | 1926    |      | zerstört |
| 10         | Nikolai Markownikow | 1925    |      | zerstört |
| 12         | Nikolai Markownikow | 1933    |      | erhalten |
| 14         | Nikolai Markownikow | 1926    |      | erhalten |

### Kramskoi-Straße
Die Straße wurde für die Siedlung neu angelegt und zu Ehren von Iwan Kramskoi benannt.
| Hausnummer | Architekt           | Baujahr | Bild | Status   |
| ---------- | ------------------- | ------- | ---- | -------- |
| 3          | Nikolai Markownikow | 1928    |      | erhalten |

### Lewitan-Straße
Die vormalige Parkowaja-Straße wurde 1928 zu Ehren des Künstlers Isaak Lewitan umbenannt.
| Hausnummer | Architekt                                    | Baujahr   | Bild | Status   |
| ---------- | -------------------------------------------- | --------- | ---- | -------- |
| 4          | Nikolai Markownikow                          | 1925      |      | erhalten |
| 6/5        | Nikolai Markownikow                          | unbekannt |      | erhalten |
| 6A         | unbekannt                                    | 1935      |      | erhalten |
| 8/6        | Nikolai Markownikow                          | 1924      |      | erhalten |
| 10         | Nikolai Markownikow                          | 1924      |      | zerstört |
| 16         | Nikolai Markownikow                          | 1925      |      | zerstört |
| 18         | Nikolai Markownikow                          | 1924      |      | erhalten |
| 20         | Nikolai Markownikow                          | 1925      |      | zerstört |
| 22         | Nikolai Markownikow                          | 1928      |      | zerstört |
| 24/2       | Alexander Wesnin Wiktor Wesnin Leonid Wesnin | 1924      |      | erhalten |

### Mali-Peschnaja-Gasse
Die Straße bestand schon vor dem Bau der Siedlung unter demselben Namen. Er bedeutet zu Deutsch Kleine Sandgasse und bezieht sich auf die Bodenqualität.
| Hausnummer | Architekt           | Baujahr | Bild | Status   |
| ---------- | ------------------- | ------- | ---- | -------- |
| 5          | Nikolai Markownikow | 1927    |      | erhalten |
| 7          | N. Kondakow         | 1931    |      | zerstört |
| 9          | Nikolai Markownikow | 1927    |      | zerstört |
| 13         | Nikolai Markownikow | 1927    |      | zerstört |
| 15         | Nikolai Markownikow | 1927    |      | erhalten |
| 17         | Nikolai Markownikow | 1927    |      | erhalten |
| 19         | Nikolai Markownikow | 1927    |      | erhalten |
| 21         | Nikolai Markownikow | 1928    |      | erhalten |
| 23         | Nikolai Markownikow | 1925    |      | erhalten |
| 25/14      | Nikolai Markownikow | 1927    |      | erhalten |

### Polenow-Straße
Die Straße bestand bereits vor dem Bau der Siedlung und hieß Bolschaja-Straße. 1928 wurde sie zu Ehren des Künstlers Wassili Polenow umbenannt.
| Hausnummer | Architekt                                    | Baujahr   | Bild | Status             |
| ---------- | -------------------------------------------- | --------- | ---- | ------------------ |
| 1/14       | Alexander Wesnin Wiktor Wesnin Leonid Wesnin | 1924      |      | zerstört           |
| 2/12       | Alexander Wesnin Wiktor Wesnin Leonid Wesnin | 1924      |      | erhalten           |
| 3          | unbekannt                                    | unbekannt |      | erhalten           |
| 4          | unbekannt                                    | unbekannt |      | zerstört           |
| 5/19       | unbekannt                                    | unbekannt |      | zerstört           |
| 6/17       | unbekannt                                    | unbekannt |      | nach 2009 zerstört |
| 9          | unbekannt                                    | unbekannt |      | erhalten           |
| 10         | unbekannt                                    | unbekannt |      | erhalten           |
| 11         | Nikolai Markownikow                          | 1926      |      | erhalten           |
| 12         | Nikolai Markownikow                          | 1927      |      | erhalten           |
| 13         | Nikolai Markownikow                          | 1925      |      | erhalten           |
| 14         | Nikolai Markownikow                          | 1926      |      | erhalten           |
| 15         | Nikolai Markownikow                          | 1926      |      | erhalten           |
| 16         | Nikolai Markownikow                          | 1926      |      | zerstört           |
| 17         | Nikolai Markownikow                          | 1928      |      | zerstört           |
| 18         | Nikolai Markownikow                          | 1928      |      | erhalten           |
| 19         | Iwan Kondakow                                | 1929      |      | erhalten           |
| 20         | Iwan Kondakow                                | 1931      |      | erhalten           |

### Sawrasow-Straße (bis 1956 Tschaikowski-Straße)
Die Straße wurde mit der Siedlung neu angelegt. Sie wurde 1928 zu Ehren Pjotr Tschaikowskis benannt und 1956 zu Ehren des Künstlers Alexei Sawrasow umbenannt, da es in Moskau zwei Straßen des Namens Tschaikowski-Straße gab.
| Hausnummer | Architekt           | Baujahr | Bild | Status   |
| ---------- | ------------------- | ------- | ---- | -------- |
| 1/3        | A. Semiletow        | 1924    |      | erhalten |
| 3          | Iwan Kondakow       | 1928    |      | erhalten |
| 4          | Iwan Kondakow       | 1929    |      | erhalten |
| 5          | Iwan Kondakow       | 1928    |      | erhalten |
| 6          | Nikolai Markownikow | 1929    |      | erhalten |
| 7          | Iwan Kondakow       | 1931    |      | zerstört |
| 8          | Nikolai Markownikow | 1931    |      | erhalten |
| 9          | Iwan Kondakow       | 1928    |      | erhalten |
| 11         | Iwan Kondakow       | 1928    |      | erhalten |

### Serow-Straße
Die Straße wurde mit der Siedlung angelegt und 1928 zu Ehren Walentin Serows benannt.
| Hausnummer | Architekt           | Baujahr | Bild | Status   |
| ---------- | ------------------- | ------- | ---- | -------- |
| 1/2        | Iwan Kondakow       | 1928    |      | zerstört |
| 3          | Nikolai Markownikow | 1928    |      | zerstört |

### Surikow-Straße
Die Straße wurde mit der Siedlung angelegt und 1928 zu Ehren Wassili Surikows benannt.
| Hausnummer | Architekt                                    | Baujahr | Bild | Status                         |
| ---------- | -------------------------------------------- | ------- | ---- | ------------------------------ |
| 3          | Nikolai Markownikow                          | 1925    |      | erhalten                       |
| 4          | N. Durnbaum                                  | 1928    |      | erhalten                       |
| 5          | Nikolai Markownikow                          | 1925    |      | 2011 abgebrannt und abgerissen |
| 6          | Nikolai Markownikow                          | 1925    |      | erhalten                       |
| 7          | Nikolai Markownikow                          | 1926    |      | erhalten                       |
| 8/2        | Iwan Kondakow                                | 1924    |      | erhalten                       |
| 9/1        | Nikolai Markownikow                          | 1926    |      | erhalten                       |
| 10         | N. Durnbaum                                  | 1928    |      | erhalten                       |
| 11/2       | Iwan Kondakow                                | 1925    |      | zerstört                       |
| 12         | Nikolai Markownikow                          | 1926    |      | zerstört                       |
| 13         | Nikolai Markownikow                          | 1925    |      | zerstört                       |
| 14/2       | N. Durnbaum                                  | 1928    |      | zerstört                       |
| 15         | Nikolai Markownikow                          | 1925    |      | erhalten                       |
| 16/7       | Nikolai Markownikow                          | 1925    |      | erhalten                       |
| 18         | Nikolai Markownikow                          | 1926    |      | erhalten                       |
| 20         | Nikolai Markownikow                          | 1926    |      | zerstört                       |
| 21         | Alexander Wesnin Wiktor Wesnin Leonid Wesnin | 1926    |      | erhalten                       |
| 21A        | S. Rosenfeld                                 | 1947    |      | erhalten                       |
| 21B        | Nikolai Markownikow                          | 1925    |      | erhalten                       |
| 22/2       | Nikolai Markownikow                          | 1927    |      | erhalten                       |
| 23         | Alexander Wesnin Wiktor Wesnin Leonid Wesnin | 1925    |      | erhalten                       |
| 23A        | S. Rosenfeld                                 | 1947    |      | erhalten                       |
| 23B        | Nikolai Markownikow                          | 1924    |      | erhalten                       |
| 25         | Nikolai Markownikow                          | 1927    |      | erhalten                       |
| 27         | Nikolai Markownikow                          | 1926    |      | erhalten                       |
| 29         | Nikolai Markownikow                          | 1926    |      | erhalten                       |

### Schischkin-Straße
Die Straße bestand vor dem Bau der Siedlung als Schkolnaja-Straße (deutsch Schulstraße). Sie wurde 1928 zu Ehren des Landschaftsmalers Iwan Schischkin umbenannt.
| Hausnummer | Architekt           | Baujahr   | Bild | Status   |
| ---------- | ------------------- | --------- | ---- | -------- |
| 1/8        | unbekannt           | unbekannt |      | erhalten |
| 4          | Iwan Kondakow       | 1930      |      | erhalten |
| 5/2        | Nikolai Kolli       | 1929      |      | zerstört |
| 6          | Nikolai Markownikow | 1925      |      | zerstört |
| 10         | Nikolai Markownikow | 1929      |      | erhalten |

## Berühmte Einwohner der Siedlung
- Wladimir Fjodorow – Generalleutnant und Konstrukteur
- Alexander Gerassimow – Künstler (Lewitan-Straße 6)
- Fjodor Zerewitinow – Chemiker

Koordinaten: 55° 48′ N, 37° 30′ O